# 코피 루왁

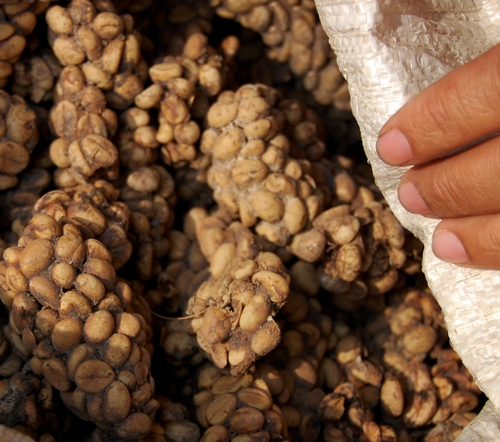
코피 루왁, 인도네시아의 사향고양이 배설물에서 추출한 커피 씨앗

코피 루왁(인도네시아어: kopi luwak) 또는 시벳 커피(영어: civet coffee)는 아시아사향고양이가 먹어서 그 소화 기관을 통과한 커피 열매로 만드는 커피다. 사향고양이가 커피 열매를 먹어도 커피 콩은 소화되지 않고 배설된다. 이러한 일은 인도네시아의 수마트라, 자바, 술라웨시 및 필리핀과 동티모르에서 발생한다. 베트남에도 위즐 커피라 불리는 비슷한 것이 있는데, 베트남 원산의 족제비 종류가 먹은 뒤 배설물을 커피 열매로 만드는 것이다.

## 기원과 생산

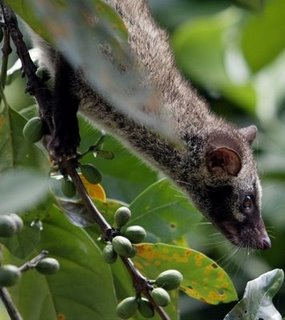
아시아사향고양이

Kopi는 인도네시아어로 커피를 뜻하며, luwak은 현지어로 아시아사향고양이를 뜻하는 단어이다. 이 사향고양이는 곤충, 소형 포유류, 소형 파충류, 새의 알 및 갓 깬 병아리, 몇몇 과일 등과 함께 먹이로 커피 열매를 섭취한다. 커피 열매가 아시아사향고양이의 소화 기관을 거치는 과정에서 외피와 과육이 제거되고 커피 원두만 남는데, 위 속의 효소가 단백질을 분해함으로써 커피의 향미를 더해주는 역할을 하는 것으로 알려졌다. 커피 콩은 커피 열매의 안쪽 껍질로 싸인 채 배설된다. 이런 과정을 거친 커피 콩은 세척 과정을 거치고, 커피의 복잡한 향미를 잃지 않을 수준에서 가볍게 볶아진다.향은 캐러멜, 초콜릿, 풀냄새 등의 특성이 있고, 쓴맛이 덜하고 신맛이 적절하게 조화를 이루고 있다.
예전에는 사향고양이가 영역을 표시하기 위해 배설을 하는 특정 장소를 찾아 배설된 커피 콩을 수집하곤 했다. 요즘에는 사향고양이를 잡아 커피 열매를 먹여서 배설을 하게 하여 그 커피 콩을 판매하는 방식을 취한다.

## 경제

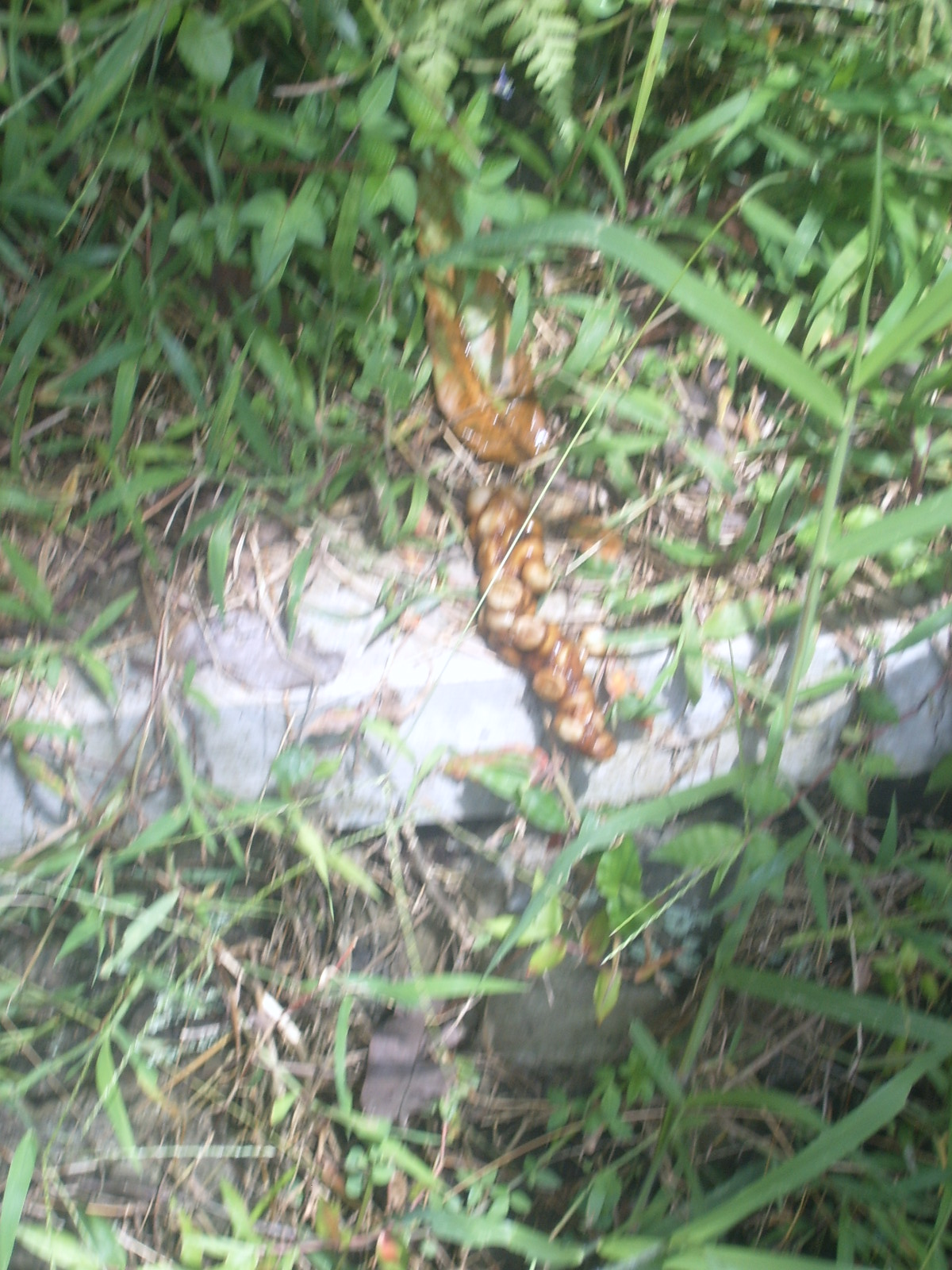
사향고양이가 배설한 커피 콩

코피 루왁은 세계에서 가장 비싼 커피로서 1파운드당 가격이 미화 $120에서 $600에 이르며, 주로 일본, 대만, 한국에서 팔린다. 연간 1000파운드 정도만이 세계 시장에 공급될 정도로 그 양은 제한적이지만, 미국 과 유럽 지역에서도 관심이 늘어나는 추세다. 오스트레일리아 퀸즐랜드에 있는 "Heritage Tea Rooms"라는 카페에서는 코피 루왁을 한 잔에 50오스트레일리아 달러를 받고 팔고 있는데, 일주일에 4잔 정도 팔린다고 하며 오스트레일리아에서 전국적인 언론의 관심을 받았다.. 또한 2008년 4월부터 영국 런던의 한 백화점 내에 있는 레스토랑에서도 코피 루왁과 블루마운틴을 섞은 "Caffe Raro"라는 커피를 한 잔에 £50의 가격으로 판매하고 있다.

## 대중 매체
영화 버킷 리스트에서 주인공 에드워드가 가장 즐기는 커피로 나온다.

## 같이 보기
- 발리 요리
- 블랙 아이보리 커피
- 판다차